# موش جهنده
موش جهنده (نام علمی: Notomys) نام یک سرده از زیرخانواده نیاموشان است.
این موشها پس از تولد پدرشان آنها را ترک میکند و بزرگ کردن آنها بر عهده ی مادر میباشد.